# Friedrich W. Buri
Friedrich W. Buri (* 18. Januar 1919 in Mainz; † 29. Mai 1999 in Bilthoven, Niederlande), genannt Buri, war ein deutscher Lyriker und Schriftsteller. Sein Geburtsname lautete Adolf Friedrich Wongtschowski. Zusammen mit William Hilsley gehörte er zum engsten Freundeskreis um Wolfgang Frommel. Wie Hilsley war auch Buri nach seiner Flucht aus Deutschland Lehrer an der Quäkerschule Eerde, bevor er nach dem Einmarsch der deutschen Truppen in die Niederlande untertauchte und in einem Amsterdamer Versteck, dem Castrum Peregrini, den Krieg überlebte.

## Biografie

### Frankfurter Jahre

#### Schul- und Berufsausbildung
Adolf Friedrich Wongtschowski stammte aus einer deutsch-jüdischen Familie. Seine Eltern waren der Kaufmann Max Wongtschowski (* 1877 in Landsberg an der Warthe; † 1949 in São Paulo) und dessen Ehefrau Emma, geborene Seelig, die aus Rheinhessen stammte. 1921 zog die Familie nach Frankfurt am Main und wohnte in der Altstadt, in einer Vierzimmerwohnung in der Braubachstraße in der Nähe des Doms. Hier wurden die drei Söhne Kurt (* 1909), Hans (* 1914) und Adolf Friedrich (* 1919) geboren.

Von 1925 bis 1929 besuchte Adolf Friedrich Wongtschowski die Volksschule und danach bis zu den großen Ferien 1933 das Wöhler-Realgymnasium in Frankfurt. Während er sich an seine Schulzeiten nur wenig erinnerte, beschrieb er ausführlich die Wohnsituation und das Familienleben – einen glimpflich verlaufenen Suizidversuch eingeschlossen. Während seiner Gymnasialzeit fand er durch seinen Bruder Kurt Zugang zu dem Jugendbund „Die Kameraden“. Kurt war in diesem Umfeld der Name „Arco“ zugefallen, und auch die jüngeren Kameraden, zu denen Adolf Friedrich noch zählte, begeisterten sich vor dem Hintergrund ihrer Lektüre der Germanischen Götter- und Heldensagen für die darin vorkommenden Namen: 

„Meine Kameraden wurden Odin, Ymir, Thor, Balder, Loki. Ich wählte mir den Namen des Asengottes Buri. […] Bei meinen Gruppengenossen verloren sich die stolzen Benennungen mehr oder weniger schnell wieder. An mir ist ‚Buri‘ haften geblieben, da meine Brüder mich hartnäckig so riefen und schliesslich auch meine Eltern sich dem Brauch beugten, zumal mein eigentlicher Taufname Adolf durch die Gleichlautung mit meinem berühmten Zeitgenossen nicht mehr recht zu mir passen wollte.“

Der am 30. Januar 1933 zum deutschen Reichskanzler ernannte „berühmte Zeitgenosse“ Hitler veränderte das Leben der Familie Wongtschowski nachhaltig. Buri durfte als „Nichtarier“ nach den Sommerferien nicht mehr das Gymnasium besuchen, und die Eltern und die Brüder machten bald schon Pläne für die Auswanderung. Arco, der als Prokurist in einer Handelsfirma arbeitete, sollte nach Südamerika gehen und von dort die Übersiedlung der Familie vorbereiten.
Dafür hielt die Familie auch eine handwerkliche Ausbildung für Buri für nützlich, weshalb er nach den Sommerferien 1933 eine Lehre bei einem jüdischen Frankfurter Malermeister begann. Buri legte „als einer der letzten jüdischen Handwerker vor der Frankfurter Malerinnung die Gesellenprüfung“ ab und „bekam schliesslich mit vielen anderen Frankfurter ‚Stiften‘ in feierlicher Zeremonie den Gesellenbrief überreicht“. Buri trauerte der abgebrochenen Schulausbildung nicht nach und war sich gewiss, dass die Erlernung dieses praktischen Berufs eine brauchbare Grundlage für sein weiteres Leben abgegeben und ihn gelehrt habe, seine Hände zu gebrauchen. In Bezug auf die ihm verwehrte intellektuelle schulische Bildung verwies er auf das ihm zuteil gewordene Glück durch Begegnungen mit Menschen, „denen ich abgucken konnte, unter welchen Bedingungen und auf welche Weise man Einsichten in geistige Zusammenhänge gewinnen kann, die zum rechten Handeln notwendig sind. Unter diesen Leuten war aber keiner, der im Stand gewesen wäre mir beizubringen, wie man einen Hammer, einen Pinsel, ein Metermass hantiert. So bin ich froh, diese wichtigen Fähigkeiten doch erworben zu haben, und zwar paradoxerweise gerade durch das Eingreifen einer meinem Leben feindlich gesinnten Staatsgewalt.“
Bis zur Jahresmitte 1937 und der Übersiedelung nach Berlin arbeitete Buri als Maler (Anstreicher) in Frankfurt.

#### Bekanntschaft mit Wolfgang Frommel
Am 5. August 1933 nahm Kurt Wongtschowski seinen Bruder Buri zu einem zu diesem Zeitpunkt schon nicht mehr legalen Treffen der „Kameraden“ mit. Buri traf hier zum ersten Mal Hans-Joachim Schoeps und – für ihn von weit größerer Bedeutung – Wolfgang Frommel. Es entstand aus dieser ersten Begegnung heraus eine Freundschaft, die Buri mit einem Zitat von Stefan George charakterisierte: „Freundschaft zwischen Männern muss erzieherisch sein und tragisch, sonst ist sie widerlich. Dann aber ist sie ein Einbruch in die Bürgerlichkeit.“

Einen kurze Zeit später stattgefundenen Besuch in Frommels Frankfurter Büro beim Westdeutschen Rundfunk beschreibt Buri als gleichsam mystische Erleuchtung, die fortan seine Beziehung zu Frommel begleitet: 

„Wie verzaubert ging ich nach Hause. Ich hatte noch nie jemanden kennengelernt, der sich mir so vorbehaltlos zuwandte und mir Dinge sagte, die mir neu und zugleich unheimlich bekannt vorkamen. Was mich vor allem in den Bann schlug, war die Mischung aus tiefem Ernst und leuchtender Helligkeit. Mit mir war verfahren worden wie mit einem, der die gleichen Geheimnisse kennt; ich wurde voll genommen wie kaum ein Bruder. Das hatte die Wirkung, dass ich mich selbst vergass; dass für die Dauer des Zusammenseins das Bewusstsein meiner eigenen Haltung, das Mich-von-aussen-Sehen verschwunden war. In diesen wenigen Minuten brach ein so heftiges Glücksgefühl über mich herein, dass ich mit klarer Gewissheit meine Wahl traf. Mir hatte sich der Blick auf einen Menschen geöffnet, an dessen Seite ich fortan gehören würde.“

Man könnte dies, was dem vierzehnjährigen Buri hier widerfahren zu sein scheint, als jugendliche Schwärmerei für einen deutlich älteren Mann abtun, doch es war eine Gefühlslage, die über den Tod Frommels hinaus anhielt und die von Frommel auch immer wieder bestärkt wurde, so zum Beispiel bei einem Abendspaziergang am Main, bei dem Buri das erste Mal ein von Frommel vorgetragenes Gedicht vernahm: 

„Wir gingen unter den Bäumen und zwischen den Beeten der Gartenpflanzungen auf und ab. Plötzlich, mitten im Gespräch, tönte neben mir in veränderter Stimmlage ein rhythmisches Klanggebilde. […] Ehe ich begriff, was neben mir geschah, war das Gedicht schon zu weit fortgeschritten, um noch einen Wunsch nach Verstehen in mir aufkommen zu lassen. Ich war aber der dem Redeton ganz fernen Vortragsart, dem gleichmässig schreitenden, magischen Klingen so plötzlich, so unbewehrt ausgeliefert, dass es in mein Seelenzentrum wie eine geschleuderte Lanze eindrang. Sie bewirkte eine Verwundung, bei der man nicht gleich fühlt, wo sie getroffen hat, man weiss nur, dass sie tief und schmerzlich ist. Ich begann zu schluchzen. Wolfgang legte mir die Hand auf die Schulter, und lang noch gingen wir wortlos – nur das Knirschen des Kieses unter unseren Schritten war zu vernehmen – in der Anlage hin und her, während mir die Tränen über die Wangen rannen.“

Es zeigt sich in diesen Zitaten bereits deutlich „die pseudo-religiöse Kombination aus Erotik und Dichtung“, die für den Kreis um Frommel, „einer spirituell-erotischen Männergesellschaft“, kennzeichnend war und auch die späteren Jahre in den Niederlanden prägte. Und Buri wie auch sein späterer Freund William Hilsley verkörpern nahezu idealtypisch das Frommelsche „Beuteschema“: Beide waren dreizehn beziehungsweise vierzehn Jahre alt, als sie in Kontakt zu dem älteren Mann kamen, der ihnen das Gefühl vermittelte, voll und ganz für sie da zu sein, sie trotz des Altersunterschieds als Gleichberechtigte anzuerkennen. Frommel, der sehr wohl sexuelle Kontakte zu seinen „Schülern“ unterhielt, wie Claus Victor Bock aus eigener Erfahrung berichtete und seine Freunde haben sich jedoch „nie als homosexuell definiert, wie auch ihr Vorbild Stefan George seine erotische Neigung zu Männern und Knaben nicht mit diesem Wort bezeichnet sehen wollte“: 

„Die Einführungh des Begriffs ‚Homosexualität‘ in den wissenschaftlichen und emanzipativen Diskurs um die Wende des 19. zum 20, Jahrhundert wurde im Kreis um George ebenso wie übrigens in denjenigen Strömungen der frühen Schwulenbewegung, die sich mehr am hellenischen Beispiel orientierten […] als ziemlich vulgäre wissenschaftliche Konstruktion abgelehnt, die das komplexe Spiel und die kulturelle Bedeutung erotischer und emotionaler Bande unter Männern nicht wirklich zu erfassen vermochte. Diese komplexe historische Identitätsbildung lässt sich nicht ohne weiteres auf den Begriff ‚Homosexualität‘ reduzieren.“

Ginge es, wie in dem Zitat ausgeführt, nur um ‚das komplexe Spiel und die kulturelle Bedeutung erotischer und emotionaler Bande unter Männern‘, müsste man dieser Argumentation nicht weiter hinterfragen. Aber im Umfeld von Frommel handelt es sich fast immer um erotische und emotionale Bande zwischen älteren Männern und ihren meist deutlich jüngeren – oft minderjährigen – „Gefährten“. Dass hier eine andere Sichtweise zwingend ist, hat spätestens der Missbrauchsskandal an der Odenwaldschule deutlich gemacht – und nicht weniger die 2017 und 2018 bekanntgewordenen Missbrauchsvorwürfe gegen Wolfgang Frommel und William Hilsley.

Buri träumte derweil davon, „mit Wolfgang, wo auch immer, allein zu sein, seine Aufmerksamkeit ganz auf mich gerichtet zu fühlen, mich in ihren ungeteilten Strahlen zu sonnen, als gäbe es niemand ausser uns auf der Welt“. Doch Frommel entzog sich diesem Ausschließlichkeitsanspruch, ließ Buri wissen, dass es auch noch andere Freunde gäbe. Zudem wurde er Mitte des Jahres 1934 zum Rundfunk in Berlin versetzt, wodurch auch noch eine räumliche Distanz hinzukam. Wolfgang Frommels Bruder Gerhard, der seit Sommer 1933 am Frankfurter Hochschen Konservatorium unterrichtete und den Wolfgang beauftragt hatte, „während seiner Abwesenheit sich um mich zu kümmern, sozusagen als sein Stellvertreter bei mir nach den Rechten zu sehen“, machte Buri „mit seinem jungen Freunde Melchior [Bengen] bekannt“. Für Buri, der gerade den Mansardenraum der elterlichen Wohnung für sich eingerichtet hatte, „war Melchior der erste, den ich dort empfing und mit dem ich ihn feierlich einweihte. Wir entzündeten die Kerzen, rauchten Zigaretten, auf die wir Weihrauchkörner legten, lasen uns gegenseitig unsere Gedichte vor und priesen uns glücklich, eine Freundschaft zu zelebrieren, die einem gemeinsamen verehrten Stern unterstand“. Es ist dies sprachlich die oben schon zitierte „spirituell-erotischen Männergesellschaft“, die hier beschworen wird, wobei in der Schwebe bleibt, wo genau die Grenze zwischen „spirituell“ und „erotisch“ verläuft. Doch auch, wenn Buri bekennt, dass nach „dem Zusammenschluss mit dem anderthalb Jahrzehnte älteren Wolfgang […] Melchior der erste Freund meines Jahrgangs [war], der mir zufiel“, und ihm dessen Zuneigung ungemein gut tat, scheint das spirituelle Moment in dieser Beziehung überwogen zu haben. Denn erst im Anschluss an die Begegnung mit Melchior Bengen berichtet Buri von seinem ersten bewussten sexuellen Erlebnis mit „einem blonden Buben meines Kalibers“, den er zufällig in der Straßenbahn kennengelernt hatte. Dass sich dieser Junge beim verabredeten Treffen ausgerechnet als Hitlerjunge entpuppte und Buri in Uniform begrüßte, war Ironie des Schicksals, tat aber dem gemeinsamen Begehren keinen Abbruch: 

„Unser knabenhafter Überschwang verjagte meine Gehemmtheiten und unklaren moralischen Verklemmungen. Wie losgelöst von der Tagesrealität meiner Gegenwart sah ich uns beide in einer sonnenübergossenen Wiesenlandschaft aus uralter Vergangenheit miteinander uns tummeln und vergass jeden Gedanken daran, was aus diesem Spiel noch werden sollte.“

Bei ihrem nächsten Treffen erzählte Buri die Geschichte mit dem Hitlerjungen Frommel, der sich darüber mehr als besorgt zeigte, weil es keine Informationen über den Jungen und seine familiären Verhältnisse gab. Beruhigend war alleine, dass auch Buri dem Jungen nichts von sich preisgegeben hatte, und so wurde beschlossen, von weiteren Begegnungen Abstand zu nehmen. Zugleich aber wurde der Vorfall auch zum Anlass genommen, ihn im georgischen Sinne aufzuarbeiten. Ausgehend von einem Gedichtsvers Georges erläuterte Frommel, der Vorgang „gehöre in das Gebiet naiver Bukolik, das gesunden jungen Menschen zugänglich und in all seiner Unschuld einzuräumen sei; mit der umschmelzenden Kraft des Gottes Eros habe sie aber nur oberflächliche Züge gemein. Wo die Magie schöpferischer Verbindungen zwischen Menschen beginne, da herrschten aber Gesetze, über die sich Klarheit zu verschaffen von Wichtigkeit sei. Eins dieser Gesetze, das für meine [Buris] Stufe zutreffe, schreibe das Wartenlernen vor. Das Ausharren in der Sehnsucht sei durch Übung zu erwerben.“

#### Abschied von Frankfurt
Die Jahre in Frankfurt am Main neigten sich für Buri dem Ende zu. Er lernte hier noch Percy Gothein kennen, stand den mit Frommel befreundeten Künstlern Fritz Kotzenberg und Helmut Baumann Modell und verbrachte die Sommerferien 1936 bei Wolfgang Frommel in Berlin, der zu der Zeit bei Frida Hildesheimer, der Mutter von William Hilsley, wohnte, der bereits als Lehrer an der Quäkerschule Eerde arbeitete.
Buris Familie war in diesen Jahren mit der Organisation ihrer Ausreise aus Deutschland beschäftigt. Bruder Hans war nach Südafrika gezogen und Kurt hatte zusammen mit seiner Frau in Brasilien Fuß gefasst. Von dort aus betrieb er die Vorbereitungen für den Nachzug der Restfamilie, in den auch Buri einbezogen werden sollte. „Unsere Wohnung in der Braubachstrasse wurde immer ungemütlicher, Möbel, die wir nicht würden mitnehmen können, standen leergeräumt herum oder wurden von Freunden und Verwandten meiner Eltern nacheinander abgeholt. Wir lebten schliesslich mit halb schon gepackten Koffern, sozusagen auf Abruf.“ Buri konnte sich mit dem Gedanken an die Auswanderung nicht anfreunden. Einerseits quälten ihn die Gedanken an das Arbeitsleben, das ihm als Anstreicher in der Fremde bevorstehen würde, andererseits sträubte er sich gegen den Gedanken, die Freunde und die kulturelle Eingebundenheit aufgeben zu sollen. Frommel versuchte, ihn zur Ausreise zu ermutigen, verwies auf die aus seiner Sicht wahrscheinliche Kriegsgefahr und auf den den Juden drohenden Untergang; dies blieb vergeblich. Buri teilte seinen Eltern mit, dass er nicht mit ihnen ausreisen würde. Im Juni 1937 emigrierte die Familie Wongtschowski nach Brasilien, Buri zog nach Berlin.

### Zuflucht in der Quäkerschule Eerde

#### Wege und Umwege nach Eerde
Noch in Frankfurt hatte Buri auch Frommel damit konfrontiert, dass er nicht mit seinen Eltern zusammen zu emigrieren gedenke. Dieser schrieb daraufhin umgehend einen Brief an seinen Freund William Hilsley („Cyril“), der seit 1935 als Musiklehrer an der Quäkerschule Eerde in den Niederlanden arbeitete: „Wolfgang beschwor Cyril, eine Möglichkeit zu finden, mich dorthin kommen zu lassen.“

Hilsley erwirkte die Zusage, dass Buri als Assistent der Werklehrerin an die Schule kommen könne. Da Buri für diese Tätigkeit keine Vorbildung besaß, fand Frommel „in Berlin die Menschen, bei denen ich in Schnellkursen von zweieinhalb Monaten alles lernen sollte, was ich an Kenntnissen und Fähigkeiten für meine bevorstehende Stellung in Eerde nötig haben würde“. Das gab den Ausschlag für den Umzug nach Berlin, wo Buri ebenfalls bei Frida Hildesheimer, der Mutter von William Hilsley, wohnte. Er erwarb buchbinderische Kenntnisse und Fertigkeiten, wurde in Kalligrafie unterrichtet, lernte von einem Schuster den handwerklichen Umgang mit Leder und hospitierte bei einer Bildhauerin. Der Erwerb dieser eher praktischen Kenntnisse und Fertigkeiten erfuhr seine pädagogische und didaktische Überformung an den Wochenenden. Die Anleitung hierzu erhielt Buri von dem damals noch jungen Werklehrer Kurt Zier (1907–1969), der ihn auch mit dem Marionettenbau bekannt machte. 

„Von Kurt Zier habe ich an den Wochenenden nur zweier Monate alles gelernt, was ich später im Unterricht über vier Jahrzehnte nötig hatte. Das Wichtigste, die Kernsubstanz seiner Pädagogik, die ich von ihm eingeflösst bekam, war sein Enthusiasmus, den er nicht nur besaß, sondern auch übertrug, in genau dosierter Mischung mit praktischer Handgreiflichkeit. Ich lernte: wenn in Kindern ein schlummerndes Bild aufwachen soll, so muss der Erwecker selber hellwach sein; wenn das Bild Form gewinnen soll, so müssen die konkreten Mittel der Formung zur Verfügung gestellt und ihr Gebrauch mit Sorgfalt und Geduld beigebracht worden sein.“

Die Vorbereitungen auf die Tätigkeit in Eerde waren abgeschlossen, der Reisepass von den Behörden in Frankfurt freigegeben, da kam die Hiobsbotschaft aus den Niederlanden: Die Leitung der Internationalen Quäkerschule Eerde zog ihre Einstellungszusage zurück. Ihr war von den niederländischen Behörden die Einstellung von fremden Arbeitnehmern ohne amtliche Bescheinigung verboten worden, und ebendiese Bescheinigung verweigerten die Behörden, da der Zustrom deutscher Flüchtlinge eingedämmt werden sollte. William Hilsley, der diese Botschaft übermittelt hatte, wusste jedoch Rat. Er kannte Kees Boeke, der in Bilthoven bei Utrecht die von den Quäkern inspirierte Reformschule „Werkplaats Kindergemeenschap“ leitete und bereit war, Buri einzustellen.
Im August 1937 verließ Buri Deutschland und reiste in die Niederlande ein. Buri wurde in der „Werkplaats Kindergemeenschap“ Gehilfe des Schulzimmermanns, bei dem er auch wohnte. Er bekam die Gelegenheit, Englisch und Niederländisch zu lernen und wirkte bei einer bevorstehenden Opernaufführung an der Schule mit. Und er verliebte sich in eine junge Niederländerin, Nel, was seinen Gefühlshaushalt durcheinander brachte, wie er in der Rückschau bekannte: „In dieser Periode, der ersten, mein ganzes Denken, Fühlen und Träumen unterjochenden Gefangennahme durch ein Wesen des anderen Geschlechts mich zurücktastend, sehe ich meinen damaligen Zustand als bare Hilflosigkeit. Der Boden unter meinen Füssen, den mir die gewaltsame Entfernung von der Heimat und allen vertrauten Gewohnheiten meines bisherigen Lebens schon entzogen hatte, verwandelte sich nun vollends in leere Luft, in die ich immer tiefer und haltloser hineinsank. […] Auf so ein Versagen war ich nicht gefasst.“
Zur Opernaufführung kam auch William Hilsley von Eerde herüber. Buri verbarg ihm gegenüber seine innere Zerrissenheit, hatte Gewissensbisse. Auch Percy Gotheins Besuch kurze Zeit später verlief frustrierend. „Unsere gemeinsame Welt der Dichtung hatte sich mir hinter dichten Schleiern verborgen. […] Mein aufgepeitschtes schlechtes Gefühl, den Freunden die innere Entfremdung verschwiegen zu haben, quälte mich ohne Unterlass und trieb mich in die Verzweiflung dessen, der sich der Untreue, ja des Verrats schuldig gemacht hat. So konnte es nicht weitergehgen.“
Buri unternahm eines Abends im Wald einen Suizidversuch mit weißen Knollenblätterpilzen. Am nächsten Tag, nachdem sein Verschwinden bemerkt worden war, wurde erfolglos nach ihm gesucht. Hilsley, der von Eerde herübergekommen war, verständigte Frommel, der gerade bei seinen Eltern in Heidelberg weilte. Er traf am Nachmittag des darauffolgenden Tages in Bilthoven ein und beteiligte sich sofort an der von der Polizei unterstützten Suche. Er fand Buri, der schlaftrunken und mit verquollenen Augen unter einem Haufen Laub lag. „Wolfgang liess sich mit einem Schrei fallen und umarmte mich, wie man einen Erfrorenen zur Wiederbelebung an sich presst. Wir schluchzten beide. Erst als die Hüter des Gesetzes herbeigeeilt kamen, erhoben wir uns. Man betrachtete uns befremdet.“
Bei einem Essen in einem Bilthovener Restaurant wurde die gesamte Geschichte, die zu dem Suizidversuch geführt hatte, zwischen Frommel und Buri besprochen. Frommel bestand darauf (unter Verweis auf einen George-Vers), aus der Verantwortung für Buris Leben entlassen zu werden, dieser müsse fortan seine Lebensentscheidungen selber verantworten. Zugleich bekräftigte er die freundschaftliche Verbundenheit. Der Name von Nel, jenes „Wesen des anderen Geschlechts“, in dessen Bann Buri kurzzeitig geraten war, fiel nur noch einmal und eher nebenbei.
Frommel machte sich umgehend dafür stark, Buri eine Anstellung in Eerde zu verschaffen, weil ihm in Hilsleys „Nähe die Befreiung aus dem Stand des vorübergehend Entwurzelten leichter gelänge“. Frommel verhandelte mit Kurt Neuse, der aber selber nichts weiter für Buri unternehmen wollte, um die Schule nicht zu gefährden. Immerhin erhielt er auf diese Weise den Tipp, dass nur „Minister Bolkestein als höchste Instanz im Unterrichtsministerium“ eine befriedigende Lösung herbeiführen könne, was Frommel zur sofortigen Reise nach Den Haag veranlasste, wo es ihm gelang, direkt zum Minister vorzudringen und diesen für eine positive Stellungnahme zu gewinnen.
Mit einer offiziellen Arbeitserlaubnis konnte Buri im September 1937 an die „Internationale Quäkerschule Eerde“ wechseln.

#### Buris Zeit in Eerde
Buri arbeitete nahezu exakt drei Jahre an der Quäkerschule, bevor er nach dem Einmarsch der Deutschen, wie es Bock ausdrückt, im September 1940 im Süden Hollands „verschwand“. In seinen eigenen Erinnerungen nimmt diese Zeit nur einen kleinen Teil ein, da er bei deren Aufzeichnung durch den Tod von Wolfgang Frommel (13. Dezember 1986) an der Weiterarbeit gehindert wurde. Nach „drei langen Trauerjahren“ drängte es ihn dazu, „erst dort wieder fortzufahren, wo Wolfgang ganz unmittelbar in nächster Nähe neu neben mir auftaucht: in den Kriegsjahren 1942 bis 1945“. Gleichwohl eröffnen seine Erinnerungen einen Einblick in den schulischen Alltag.
Buri begann seine Erinnerungen an Eerde mit dem Empfang durch Hilsley, der herzlich war, aber zugleich auch einer Klarstellung diente: „Er wolle mir gleich gestehen, dass es ihm nicht leicht gefallen sei, als er zum ersten Mal gemerkt habe, dass ich als Zweiter, Nächster bei Wolfgang an seine Stelle getreten sei. Nun aber freue er sich von Herzen, mich als jüngeren Bruder neben sich zu haben. Ich könne ihm mit vielem helfen, was seine Position in Eerde gewiss stärken solle. Ich würde schon bald sehen, dass meine vor kurzem noch durchlebten Sorgen auf diesem Eiland schnell vergessen und verschmerzt sein würden.“
Buri bezog ein Zimmerchen im Dachgeschoss des Schlosses und wurde schnell in das Schulleben einbezogen. Obwohl dem Lehrpersonal zugehörig, unterschied er sich zu Beginn seiner Tätigkeit mit seinen achtzehn Jahren kaum von den Schülern und bewegte sich im Werkunterricht in der Gruppe, der er als Helfer zugeteilt war, nahezu als Gleicher unter Gleichen. Ihm wurde zudem als „Zimmervater“ die Verantwortung für ein Viererzimmer im Jungenflügel übertragen, eine Art Tutorenfunktion, die auch die Freizeitbetreuung mit einschloss. Er selber bekam Englischunterricht und bildete sich in der Weberei und in der Töpferei weiter.

Im Hintergrund zog Hilsley die Fäden und stand Buri mit Rat und Tat zur Seite. Und zusammen pflegten sie auch die Rituale, die sie, ausgehend von George, im Umfeld Frommel kennengelernt und verinnerlicht hatten: 

„Jeder Tag begann für mich mit einer kurzen Meditation in Cyrils Katakombe: gleich nach dem Frühstück schlüpfte ich für ein paar Minuten herein. Wortlos nahmen wir einen von Cyrils blauen Bänden der Gesamtausgabe Georges und lasen stehend ein Gedicht, die ersten hundert Tage den Stern des Bundes, später das ganze Werk von Anfang bis zum Schluss. So bekam jeder Tag sein Losungswort mit.“

Die niederländischen Quäker wussten oder ahnten – woher und wodurch ist unklar – zu der Zeit bereits, dass es an der Schule homoerotische Zirkel gab und ersuchten den seit Anfang 1938 kommissarischen Schulleiter Kurt Neuse, dagegen einzuschreiten. Dieser widersetzte sich diesem Verlangen und wurde, möglicherweise deshalb auch nie als offizieller Schulleiter bestätigt, wie Hans A. Schmitt, früher selber Schüler in Eerde und später deutsch-amerikanischer Historiker, vermutete: 

„One reason may have been his conflict with Dutch Friends resulting from development that began with the arrival of William Hilsley. This talented teacher had a number of friends who belonged to the circle of the poet Stefan George, a group noted not only for its elitist views but also its homoerotic preferences. Some of these men, notably the peripatetic poet Wolfgang Frommel, visited Eerde, and in Frommel’s case attracted some of the older students to their brillant lectures. Piet Kappers and his Dutch confreres had nightmares of Eerde becoming a hangout for homosexual intellectuals, and Kappers asked Kurt Neuse to forbid Frommel access to school grounds. Neuse refused, holding that an individual’s sexual preferences, as long as they did not involve students, were his own business.“

Dank Neuses „liberaler“ Haltung konnten Hilsley und Buri an der Schule bleiben. Es bleibt aber offen, was Neuse und andere Lehrkräfte von dem wussten, was die Quäker als gegeben ansahen. Worauf gründete sich deren Verdacht, dass Hilsley homosexuell sei? Wusste das Lehrerehepaar Reckendorf, bei dem Frommel 1941 wohnte, nichts von dessen sexuellen Präferenzen und bekam deshalb auch nicht mit, dass in ihrer Wohnung Claus Victor Bock seine ersten sexuellen Kontakt mir Frommel erlebte? Neuse hatte Recht, wenn er die individuellen sexuellen Präferenzen von Lehrern verteidigte – so lange dadurch die ihnen anvertrauten Schüler nicht tangiert würden. Dass diese Grenze aber überschritten wurde, zeigt alleine schon das von Bock berichtete Erlebnis mit Frommel, der ab 1939 öfter an der Schule Vorträge hielt. Neuses „liberale“ Haltung ist deshalb aus heutiger Sicht zu hinterfragen. Gerade die Missbrauchsfälle an der Odenwaldschule, die 2016 zu deren Insolvenz und Schließung geführt haben, zeigen, wie unter dem Deckmantel des „pädagogischen Eros“ ein „quasi intimes Lehrer-Schüler-Verhältnis“ geschaffen wurde, das dafür sorgte, „dass die wahren Herrschaftsstrukturen zwischen Lehrer und Schüler verwischt wurden“ (Interview mit Oskar Negt in der Frankfurter Rundschau vom 18. März 2010, S. 20–21). Die Überschrift über dem Interview lautet: „Sie haben die Augen verschlossen – und es gewollt“. Was Neuse gewusst hat, ist schwer zu beurteilen. Sicher aber ist, dass nicht nur Hilsley und sein Freund Buri ihre individual’s sexual preferences auf Eerde pflegten und dass aufgrund des geringen Altersunterschieds zwischen ihnen und den ihnen anvertrauten Schülern ein besonders distanzloses Klima existierte. Bock berichtet davon, dass Buri ihm mehrfach sein Zimmer als Rückzugsort überlassen habe, und just dieses Zimmer wurde nach Buris Untertauchern zum geheimen Treffpunkt von Bock mit Freunden. Was bei diesen Treffen außer dem Lesen von George-Texten, insbesondere Gedichten, noch geschah, hält Bock in der Schwebe, doch sprachlich erzeugt er genau jenen Eindruck „einer spirituell-erotischen Männergesellschaft“, deren Übergang vom Spirituellen ins Erotische fließend gewesen scheint.
Im September 1939 besuchte Frommel von Paris aus Buri und Hilsley in Eerde. Als er am Ende des Ferienaufenthalts den Zug nach Paris besteigen wollte, erfuhren die drei durch ein am Bahnsteig verkauftes Extrablatt vom Ausbruch des Krieges. Frommel blieb daraufhin in den Niederlanden. Im Juni 1940 wurde Hilsley interniert und im September tauchte Buri unter. Damit endete deren gemeinsame Geschichte an der „Internationalen Quäkerschule Eerde“, doch die hier entstandenen Freundschaften zu einzelnen Schülern blieben für Buri weiterhin von zentraler Bedeutung.

### Untergetaucht in den Niederlanden
Für Frommel, Buri und ihre Freunde wurde in den nächsten Jahren eine Frau von zentraler Bedeutung: Gisèle van Waterschoot van der Gracht war es, die Buri zu seinem ersten Versteck verhalf bei dem Maler Charles Eyck und dessen schwedischer Frau Karin: He had left Ommen in September 1940 and found shelter with artist Charles Eyck in Limburg. When the ‚Jewish Star‘ was introduced on 1 May 1942 it became unsafe there. Frommel visited him and invited him to come to Amsterdam. This was far from easy. Vincent Weijand agreed to travel by taxi past a pre-arranged place near Sittard on his way to the station, and on impulse take Buri along as a hitch-hiker. At the station, Wolfgang Frommel awaited the two young men and took them to Amsterdam. He used a yellow band which he still kept as a German in the Netherlands from his short military service in the Wehrmacht. Meanwhile Charles Eyck had discovered a letter of Buri saying that he planned to commit suicide. Gisèle welcomed the heroes with red roses. It happened on 8 July 1942, an Frommels vierzigstem Geburtstag.

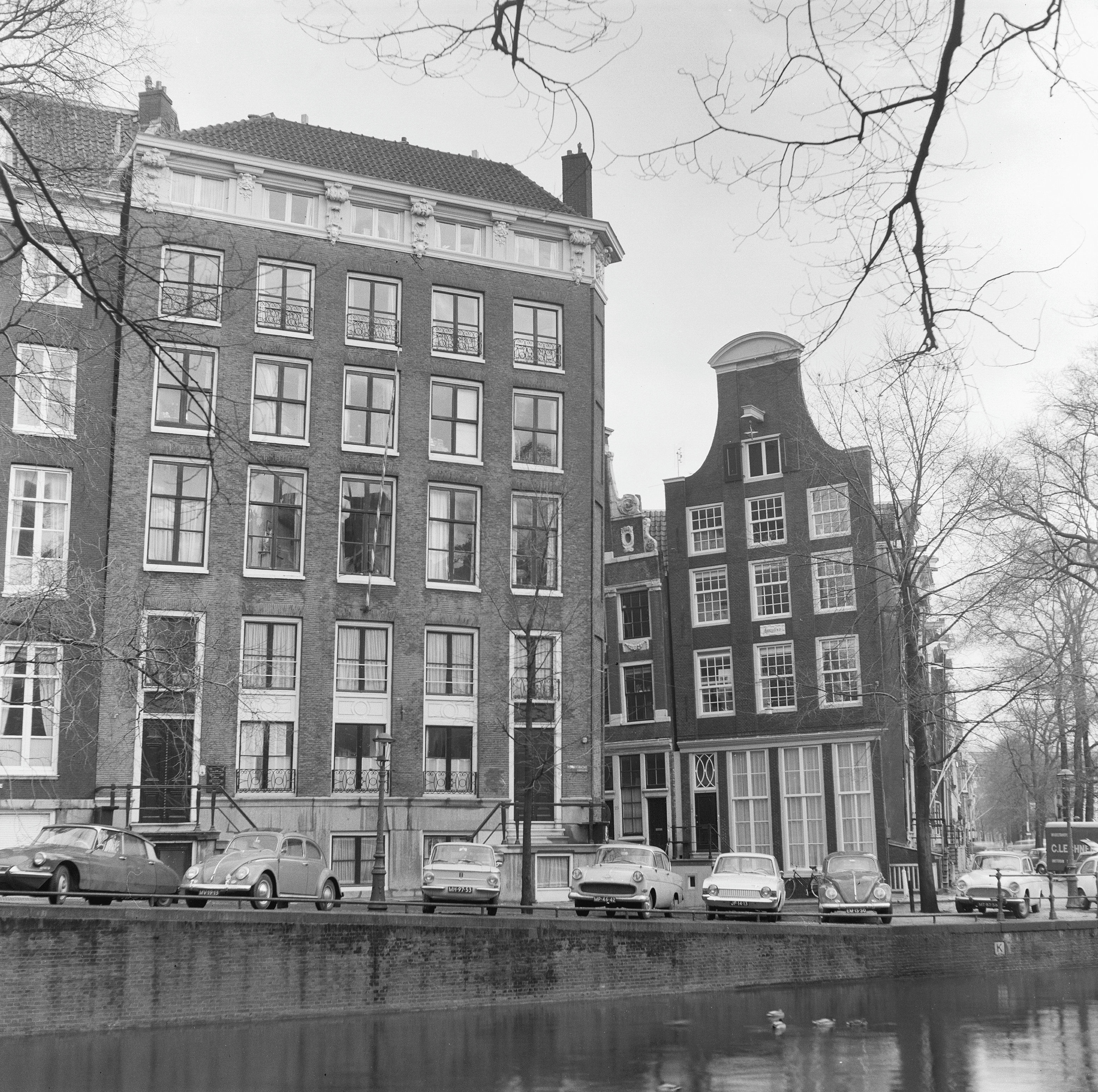
Das Haus Herengracht 401

Der erwähnte Empfang durch Gisèle van Waterschoot fand in der Amsterdamer Herengracht 401 statt, das von Frommel den Namen „Castrum Peregrini“ erhielt, der nach dem Zweiten Weltkrieg auf den Verlag und dann auf die Stiftung überging. „Das Versteck war nach einer Kreuzfahrerburg bei Haifa namens ‚Castrum Peregrini‘ (Pilgerburg) benannt worden.“ Gisèle van Waterschoot hatte im Herbst 1940 in diesem Haus für sich eine Etage als Zweitwohnung angemietet. In der Etage darüber wohnte das Ehepaar Guido (1917–1979) und Miep (Wilhelmina Benz) Teunissen (1920- ), „mit dem Gisèle sich anfreundete und die in der Folge zu Mitverschworenen wurden. Guido […] war Schreiner, Orgelbauer, Alleskönner“. Der Erste, der hier vorübergehend untergebracht wurde, war Wolfgang Cordan, dem kurze Zeit später Frommel folgte. „Ihren ersten wirklichen Untertaucher empfing die Wohnung an der Herengracht, als im Juli 1942 eine neue Untertauchadresse für Buri gefunden werden musste.“ Ihm folgte im Februar 1943 Claus Victor Bock.
Zu den ständigen Bewohnern der Herengracht 401 gesellte sich ein Kreis von Freunden, fast alle ehemalige Schüler von Eerde, die
nicht untertauchen mussten. Die Gemeinschaft wurde strukturiert durch unterschiedliche Kreiszugehörigkeiten. Claus Victor Bock, Manuel Goldschmidt (1926- ) und Buri belonged to the inner circle around the charismatic leader Frommel. In the second circle the young Dutchman Vincent Weyand (or Weijand) was the primus inter pares – Frommel’s favourite. But he did not live at the Herengracht. He lived in Bergen and later in a room on the Singel. He was a son of the painter Jaap Weyand and his Jewish wife, and therefore half-Jew according to the Nazis. Gisèle was the ‚mother‘ of the circle, also as an artist. She was important because of the help and resources she provided. She was also the one who provided the hiding places. Fellow artists who did not join the Kulturkammer, like Mari Andriessen and Adriaan Roland Holst – Roland Holst later on did join under pressure – supported her with food coupons; as did Adriaans’ brother Eep. But neither Gisèle, nor Miep Benz, as women, were allowed in the all-important nightly poetry readings. These readings were the main social activity. Guido, although not an intellectual, was part of them, since he was a man.

Sowohl in Buris Erinnerungsbuch als auch bei Claus Victor Bock finden sich sehr detaillierte Beschreibungen des Alltags in der Herengracht 401 und über das Zusammenleben dort. Die Sicherheit war immer gefährdet, Hausdurchsuchungen fanden statt, Freunde wurden verhaftet und deportiert. Ängste und Nervositäten hätten leicht das Leben erschweren können. „Wolfgang hielt sie von uns fern, indem er uns zu eigener Tätigkeit aufstachelte und, wann immer das möglich war, Meditationsübungen mit uns durchführte: Gedichtlesungen und Erklärungsversuche schwieriger Texte, während deren Dauer das Hinauslauschen durch ausschliessliches Horchen auf die Mit- und Nebentöne der Dichterworte unterdrückt, ja überflüssig wurde. Es liegt hier das tiefe Geheimnis des Überlebens in grosser Gefahr verborgen, das mir heute noch als der wirksamste Zauber erscheint, erklärlich nur durch Wolfgangs mit Weisheit geführten Stab.“ Etwas nüchterner als Buri kommt Keilson-Lauritz zu einer ähnlichen Einschätzung: 

„Auch wenn Frommel nicht am aktiven Widerstand teilgenommen hat, so verdanken zweifellos eine Reihe von Menschen ihr Leben dem Einsatz all seiner Mittel und Möglichkeiten, und nicht zuletzt seiner Überlebensstrategie, mit Hilfe von Lesen, Schreiben, Abschreiben von Gedichten und anderen kreativen Tätigkeiten die bedrohliche, aber auch intern schwierige Situation lebbar zu machen.“

Gert Hekma (* 1951), Dozent für homosexuelle und lesbische Studien an der Fakultät für Sozial- und Verhaltenswissenschaften der Universität von Amsterdam, schrieb im April 2004 in einem Artikel über die Anfänge des Castrum Peregrini: At the Herengracht in Amsterdam, at the corner of the Beulingstraat and across from the Leidsegracht, there is a world-famous house, dubbed by Mattias Duyves ‚The gay version of the Anne Frank house‘. … Most of the residents were gay but they never called themselves that. Dass das sexuelle Selbstverständnis der Eingeschlossenen so eindeutig nicht war und heterosexuelle Beziehungen ebenfalls gepflegt wurden, beschreibt Buri am Beispiel seiner Beziehung zu Gisèle van Waterschoot, die wiederum sein Verhältnis zu Wolfgang Frommel stark belastete. 

„Für mich, den fünf Jahre Jüngeren und relativ Unerfahrenen, der vorwiegend in Träumen und unrealsierbaren Phantasien befangen war, bedeutete die Nähe dieses beweglichen, aus fremden Umgebungen hereingebrochenen weiblichen Wesens eine beunruhigende und verlockende Erscheinung. Mit beträchtlicher Erschütterung antwortete meine lange zurückgestaute Neugier und sinnhafte Männlichkeit auf ihren Zauber. Von heute aus ist es mir nicht mehr möglich, auseinanderzuhalten, was in dieser Begegnung überwog: mein eruptiv sich vorwagendes Drängen oder ihre halb überraschte, halb mitschwingende Bereitschaft, den in ihre Hut gegebenen Schützling gewähren zu lassen. 
 Für Wolfgang, der für eine Zeit nach Bergen gereist war und bei seiner Rückkehr sich vor das fait accompli unserer Verbindung gestellt sah, war diese in mehrfacher Hinsicht eine beunruhigende Erfahrung. Einerseits erregte Gisèles leichtes Hinüberwechseln von der Fasziniertheit durch ihn in die offensichtlich nicht gleichgültige Einlassung mit mir, die ohne seine ausdrückliche Zustimmung während seiner ersten längeren Abwesenheit von der Herengracht so unvermittelt entstanden war, seine unmutige Reaktion. Gisèle als der Älteren von uns beiden lastete er das Geschehene als Treuebruch an, was mich einigermaßen überraschte, da ich mir seine Beziehung zu ihr nicht unter dem Aspekt des Besitzes vorstellen konnte. […] Andererseits war ihm auch meine Haltung in keiner Weise annhembar. Er versuchte mir deutlich zu machen, dass nun […] die, wie er sagte, durch Jahrtausende in meinem Blut wirkende Erbsubstanz sich aus der Bindung männlicher Mitstreiterschaft in die familiengründende Materialität leiblichen Fortpflanzungsdrangs hineingeflüchtet habe. Vor allem verfrüht nannte er die Tatsache, da doch unser Lebenspakt, der ihn mit mir in Heimatlosigkeit und bedingungslose Wanderschaft geführt habe, noch in keiner Weise abgelaufen, der Bogen nicht gerundet sei. 
 Wie auch immer: da Wolfgang sich nicht in der Lage und auch nicht gewillt sah, Gisèle und mir den einmal beschrittenen Weg abzuschneiden, fiel ihm wie stets die schwierigere, für ihn erst kaum erträgliche Aufgabe zu, nicht mehr rückgängig zu machende Entwicklungen, einmal geschaffene Realitäten hinzunehmen, zu bejahen und schliesslich für sich und andere fruchtbar zu machen.“

Auch wenn Frommel befürchtete, dass durch die Beziehung zwischen Buri und van Waterschoot die Hausgemeinschaft in der Herengracht 401 von innen heraus gefährdet werden könne, blieb diese stabil und überdauerte das Ende des Kriegs. Ihr blieb das Schicksal von Ane Frank und ihren Mitbewohnern im Hinterhaus in der Prinsengracht 263 erspart, einige ihrer engsten Freunde aber fielen dem Nazi-Terror zum Opfer: 

„Dabei handelt es sich um den zwei Jahre jüngeren Dichterfreund Vincent Weyand (1921–1945) aus Bergen, der im Juli 1944 zusammen mit Percy Gothein und Simon van Keulen von den Deutschen verhaftet wird und sieben Monate später im KZ Buchenwald stirbt. Gothein kommt bereits Ende 1944 im KZ Neuengamme um, nur van Keulen überlebte die Verhaftung, indem er aus dem in Richtung Deutschland fahrenden Zug springt. […] Frommel, Hilsley und Weyand sind die zentralen Figuren im Leben Buris während seiner ersten Jahre in der Emigration.“

### Leben nach dem Krieg
Amsterdam wurde am 5. Mai 1945 von kanadischen Soldaten befreit, die Stadt war, abgesehen von den paar wenigen Menschen, die in Verstecken wie der Herengracht 401 überleben konnten, „judenfrei“. „Am 13. September 1944 verließ der 93. und letzte Transportzug das Durchgangslager Westerbork. Von den 140.000 Juden, die 1940 in den Niederlanden gelebt hatten, waren 102.000 ermordet worden, fast 90 Prozent von ihnen in den Gaskammern von Auschwitz und Sobibor. Damit haben die Niederlande die schrecklichste Bilanz unter allen Staaten Westeuropas.“
Buri zog nach der Befreiung der Stadt aus dem Haus in der Herengracht 401 aus und begann ein neues Leben. Er ließ sich zum Graphologen ausbilden arbeitete danach mehrere Jahre in einer eigenen Praxis. Nachdem ihm 1937 „ein Wesen des anderen Geschlechts“ (siehe oben) noch den Boden unter den Füssen weggerissen hatte, heiratete er nun im Jahre 1948 die Niederländerin deutscher Herkunft Marianne Strengholt, genannt Jannie (1913–1995). Buri hatte sie bereits kurz nach der Befreiung kennengelernt: „Es war Frommel, der, ohne die Folgen zu ahnen, diese beiden Menschen zusammengebracht hat.“ Jannie Strengholt, die Frommel seit 1943 kannte, stammte aus einer großbürgerlichen Familie und hatte seit ihrer Kindheit bereits Kontakt zu Max Beckmann, der während des Krieges ebenfalls in Amsterdam lebte und dort auch Wolfgang Frommel kennenlernte. Strengholt hatte in den 1950er Jahren auch eine Art Anleitungsfunktion für die im Kreis um Wolfgang Frommel stets randständig behandelten jungen Frauen, wie Joke Haverkorn berichtet: „Auch für uns „Mädchen“ fand ab und zu ein Fest statt. Die Mädchenfeste waren schlicht und einfach. Sie fanden seltener statt und bestanden aus einer feierlichen Lesung eines der Bücher oder Zyklen der Dichtung Georges und einem festlichen Mahl. Jannie Buri, Lehrerin an der Quäkerschule und mit W. befreundet, war bei diesen Gelegenheiten unser voorganger. In ihren schönen mit Kunst geschmückten Räumen am Amsterdamer Oosterpark kamen wir zu einer ,Lesung' zusammen und freuten uns in kleinem Kreis am Zusammensein.“
1951 fuhren Buri und Jannie Strengholt, deren Ehe die gemeinsame Tochter Renate entstammte, erstmals wieder nach Deutschland – mit einem Motorrad, und im Herbst des gleichen Jahres erhielten sie Besuch von Buris Mutter Käthe, die in Brasilien bei seinem Bruder Kurt („Arco“) und dessen Familie lebte. 1952 schloss sich ein Kreis: Buri und Familie zogen in das Haus „De Esch“ auf Schloss Eerde, wo inzwischen die Quäkerschule wiedergegründet worden war und auch William Hilsley wieder lebte und unterrichtete. Buri arbeitete nicht mehr als Graphologe, sondern wurde Zeichenlehrer und erteilte Werkunterricht an der Schule. Allmählich übernahmen Buri und Jannie Strengholt auch weitere Funktionen und wurden Hauseltern für eine Gruppe der Internatsschüler. Daneben intensivierte Buri das Schreiben von Gedichten, was für ihn von immer größerer Bedeutung wurde: „Ohne das Dichten ist mein Dasein nicht vollständig, nicht gerechtfertigt.“
1957 verbrachte das Ehepaar einen Urlaub in Spanien, was bei Buri tiefe Spuren hinterließ, die sich auch in Publikationen niederschlugen. Eine Folge der Reise war zudem, dass Strengholt und Buri aus dem Haus „De Esch“ auszogen in eine Wohnung in Ommen. Sie zogen in das Haus „Bargsigt“, das der Bankierswitwe Selina Pierson (1882–1965) gehörte. Es hatte sich durch seine Besitzerin schnell zu einem Kultur- und Literaturzentrum entwickelt, in dem verschiedene Autoren, Philosophen und Künstler Gäste waren. Zu den regelmäßige Besuchern zählten die Autoren Adriaan Roland Holst (1888–1976) und Victor von Vriesland (1892–1974), der Dichter Jacques Blume (1887–1966) und der Bildhauer und Maler Titus Leeser (1903–1996). Auch Wolfgang Frommel war hier seit den frühen 1950er Jahren ein ständiger Gast: „Selina hatte jahrelang, nach dem Tod ihres Mannes, sehr zurückgezogen gelebt, bis Freunde von W. [Frommel], die Lehrer am Landschulheim waren, sie kennengelernt hatten. Selina hatte W., dem Freund der neu gewonnenen Freunde, ihr Haus als Somrnerbleibe angeboten. Und W. hatte das Angebot sofort angenommen und war mit seinen damaligen ‚Nächsten‘ bei ihr eingezogen.“
Parallel zu ihrem Umzug in das Haus „Bargsigt“, wo auch Conrad M. Stibbe wohnte, der ab 1958 an der Quäkerschule unterrichtete, stellten Buri und Strengholt ihre Arbeit in der Schule für ein Jahr ein. Sie setzten ihre Lehrertätigkeit in der Quäkerschule 1958 wieder fort, ein Jahr, bevor diese 1959 ihren Sitz auf Schloss Beverweerd verlegte. Dieser Umzug der Schule veranlasste die beiden, sich in Driebergen in der Nähe des neuen Schulstandortes ein eigenes Haus zu kaufen.
Von 1959 bis 1969 unterrichteten Buri und seine Frau an der Quäkerschule, und Buri schrieb und veröffentlichte Gedichte. Seine Brüder kamen aus Sao Paulo und Johannisburg zu Besuch, die Freunde aus dem Frommel-Kreis verkehrten hier. 1964 zog Selina Pierson, der Buri im gleichen Jahr ein Gedicht widmete, hinzu und verbrachte hier ihr letztes Lebensjahr. In die Drieberger Zeit fällt auch ein Ereignis, das die Beziehung zwischen Buri und seiner Frau Jannie stark belastete. Buri begann eine Beziehung zu einer Freundin Jannies, Marja, die 17 Jahre alt war und somit etwa 30 Jahre jünger als Buri. Diese Beziehung zog sich über 14 Jahre hinweg, doch Jannie Strengholt trennte sich weder von ihrem Mann, noch beendete sie ihre Freundschaft zu Marja. Tatsächlich litt sie aufs Schmerzlichste, was sie unmissverständlich in ihren Erinnerungen zum Ausdruck bringt, und dennoch hielten sie und Buri an ihrer Beziehung fest und fanden nach langen, schwierigen Jahren wieder ganz zueinander.
In der zweiten Hälfte der 1960er Jahre wurde die Quäkerschule in Beverweerd in das niederländische Schulsystem integriert, was zur Folge hatte, dass Lehrer ohne niederländisches Examen nicht mehr länger unterrichten dürfen. Es entstand eine Schule völlig neuen Charakters, an der sich Buri, obwohl er innerhalb von drei Monaten die niederländische Zeichenlehrerprüfung nachholen konnte, nicht mehr wohlfühlte. Die beiden beschlossen, das Haus in Dreibergen zu verkaufen und nach Amsterdam zu ziehen. Buri gründete dort eine eigene Zeichenschule, die „Ateliers Buri“. Zusätzlich schrieb er weiterhin Gedichte, wurde aber zunehmend auch als Übersetzer tätig. Er übersetzte Gedichte niederländischer Freunde ins Deutsche, aber auch Gedichtbände von Stefan George ins Niederländische (in Zusammenarbeit mit alten „Castrum-Peregrini“-Freunden und anderen).
1983 verschlechterte sich der Gesundheitszustand von Wolfgang Frommel, der immer noch in der Herengracht 401 wohnte. Buri kümmerte sich um ihn und pflegte ihn bis zu dessen Tod 1986. Für Buri war das erstmals wieder die Rückkehr in das Haus seines Verstecks während des Zweiten Weltkriegs. In der Folge von Frommels Tod kam es zu heftigen Streitereien zwischen den alten Freunden aus dem Kreis um das „Castrum Peregrini“, in dem Buri zu einer besonderen Zielscheibe avancierte. Um diesen Spannungen zu entgehen, verkaufte er sein „Atelier Buri“ und übersiedelte im Februar 1989 zusammen mit Jannie nach München.
Stephan C. Bischoff, Mediziner und Herausgeber von Buris Erinnerungsbericht, hatte Buri um 1979 in Amsterdam kennengelernt und intensivierte nach Buris Umzug nach München die Freundschaft. Er und Buri brachen im Sommer 1989 gemeinsam zu einer ausgedehnten Spanienreise auf. Die Reise wurde von mehreren emotionalen Explosionen überschattet, „die tiefe Abgründe in Buris Seele“ offenbaren, und fand ihr Ende in Lausanne, „wo Buri spät nachts im Hotel zu weinen beginnt, von unheimlichen Heimsuchungen spricht und immer wieder sein Versagen beklagt, bis er mich fest in seine Arme schließt, wobei er Wolfgangs [Frommels] Namen raunt. Niemals habe ich eine solche Nähe zu dem Freund verspürt. Er verlässt mich in Bern, wo ich am 1. Juli 1989 eine neue Arbeit am Inselspital beginnen sollte.“
1990 erschien Buris letzter Gedichtband, Altes zum Summen, und 1992 zogen Buri und Jannie Strengholt zurück nach den Niederlanden. Sie bezogen ein Haus in Doorn, das, wie ihr früherer Wohnort Driebergen, heute zur Gemeinde Utrechtse Heuvelrug gehört. 1993 beendete Buri seine dichterische Arbeit und bestimmte Stephan C. Bischoff zu seinem literarischen Erben. 1995 starb seine Frau und wenige Monate danach der alte Weggefährte Kurt Meyer („Enzio“) Borchert. Buris eigener Gesundheitszustand verschlechterte sich, die häusliche Pflege durch seine Tochter Renate und Hilfskräfte wurde nicht mehr leistbar, und so musste er 1998 in ein Pflegeheim in Bilthoven umziehen. „Am 29. Mai 1999 stirbt er in dem Ort, in dem sein Leben in Holland, als er bei Kees und Nel Boeke 62 Jahre zuvor Unterschlupf fand, begonnen hat. Er ist 80 Jahre alt.“ Er wurde neben seiner Frau Jannie auf dem Friedhof Zorgvlied an der Grenze zwischen Amsterdam und Amstelveen begraben.

## Werke
- Friedrich W. Buri: Ich gab dir die Fackel im Sprunge. W. F. ein Erinnerungsbericht. Herausgegeben und mit einem Nachwort von Stephan C. Bischoff. Verlag für Berlin-Brandenburg, Berlin, 2009, ISBN 978-3-86650-068-6.[62]
- Friedrich W. Buri: ¡Gracias, España! 1958. In Auszügen publiziert a) unter dem Titel Spanische Erde, in: Castrum Peregrini. XXXIII / 33. Heft, 1957–1958, Amsterdam, 1957, S. 45–49; b) unter dem Titel Spanische Meditationen, in: Merkur. August 1958, 12. Jahrgang, Heft 126, S. 721–737; c) unter dem Titel Spanische Dichter, in: Castrum Peregrini. XLIII / 43. Heft, Amsterdam, 1960, S. 29–37
- Friedrich W. Buri: Altes zum Summen. Selbstverlag, München 1990. (Das Buch ist im Verzeichnis der Deutschen Nationalbibliothek nicht vorhanden; laut einem Antiquariat, das ein Exemplar im Angebot hat, soll die Auflage bei 150 Exemplaren gelegen haben.)
- Stephan C. Bischoff (Hg.): Wolfgang Frommel – Friedrich W. Buri. Briefwechsel 1933–1984. Wallstein Verlag, Göttingen 2017, ISBN 978-3-8353-3023-8.

Über die folgenden Gedichtsbände von Friedrich W. Buri finden sich Nachweise im Katalog der Deutschen Nationalbibliothek:
- Die Brücken. Castrum Peregrini, Amsterdam 1947.
- Eisenhans. Castrum Peregrini, Amsterdam 1947.
- Michael. Castrum Peregrini, Amsterdam 1948.
- Anheimfall. Castrum Peregrini, Amsterdam 1947.